# Liste der Baudenkmäler in Hagenbüchach
Auf dieser Seite sind die Baudenkmäler in der mittelfränkischen Gemeinde Hagenbüchach zusammengestellt. Diese Tabelle ist eine Teilliste der Liste der Baudenkmäler in Bayern. Grundlage ist die Bayerische Denkmalliste, die auf Basis des Bayerischen Denkmalschutzgesetzes vom 1. Oktober 1973 erstmals erstellt wurde und seither durch das Bayerische Landesamt für Denkmalpflege geführt wird. Die folgenden Angaben ersetzen nicht die rechtsverbindliche Auskunft der Denkmalschutzbehörde.
 Diese Liste gibt den Fortschreibungsstand vom 15. April 2020 wieder und enthält sieben Baudenkmäler.

## Baudenkmäler nach Gemeindeteilen

### Hagenbüchach
| Lage                             | Objekt                                         | Beschreibung | Akten-Nr.              | Bild           |
| -------------------------------- | ---------------------------------------------- | --- | ---------------------- | -------------- |
| Am Bahnhof 30 (Standort)         | Bahnhofsgebäude                                | Zweigeschossiger Satteldachbau aus Sandsteinquadern mit Ecklisenen, Gurtgesims und stichbogigen Wandöffnungen, nördlich offener Anbau, Holzkonstruktion mit Pultdach, um 1865                                                                   | D-5-75-129-1 Wikidata  | weitere Bilder |
| Emskirchener Straße 4 (Standort) | Mietshaus, sogenanntes Jakoberhaus             | Eingeschossiger Satteldachbau mit Mansarde, Eckquaderung, Erker, Zwerchhausrisalit und weiteren eng gestaffelten Dachaufbauten, Hans Jakober 1925                                                                                               | D-5-75-129-2 Wikidata  | weitere Bilder |
| Emskirchener Straße 4 (Standort) | Torpfeiler                                     | mit dekorativem Vasenaufsatz, wohl zeitgleich. | D-5-75-129-2 Wikidata  | BW             |
| Hauptstraße 5 (Standort)         | Evangelisch-lutherische Pfarrkirche St. Kilian | Chorturmkirche, im Kern mittelalterlich, Langhaus mit Satteldach, erneuert 1499, eingeschossiger Sakristeianbau mit Pultdach, 1718, dreigeschossiger Turm mit Pyramidendach, Ecklisenen und Gurtgesimsen, Umbau Langhaus, 1847; mit Ausstattung | D-5-75-129-4 Wikidata  | weitere Bilder |
| Hauptstraße 5 (Standort)         | Kirchhofmauer                                  | Sandsteinquader mit Torbogen, bezeichnet mit „1720“. | D-5-75-129-4 zugehörig | BW             |
| Hauptstraße 5 (Standort)         | Kriegerdenkmal                                 | Breites Kreuz mit Relief des auferstandenen Christus, nach 1945 | D-5-75-129-4 zugehörig | BW             |
| Hauptstraße 7 (Standort)         | Pfarrhaus                                      | Zweigeschossiger Walmdachbau, Fachwerk mit K-Streben, 1719, östlicher Teil massiv unterfangen, später. | D-5-75-129-5 Wikidata  | weitere Bilder |
| Nördlich des Ortes               | Steinkreuz                                     | Spätmittelalterlich, nicht nachqualifiziert, im Bayerischen Denkmal-Atlas nicht kartiert. | D-5-75-129-8           | BW             |

### Brandhof
| Lage                     | Objekt              | Beschreibung                                                   | Akten-Nr.             | Bild |
| ------------------------ | ------------------- | -------------------------------------------------------------- | --------------------- | ---- |
| Trübenbronn 1 (Standort) | Ehemaliges Gutshaus | Zweigeschossiger Walmdachbau mit Giebelgauben, 18. Jahrhundert | D-5-75-129-9 Wikidata | BW   |

## Ehemalige Baudenkmäler
In diesem Abschnitt sind Objekte aufgeführt, die früher einmal in der Denkmalliste eingetragen waren, jetzt aber nicht mehr. Objekte, die in anderem Zusammenhang also z. B. als Teil eines Baudenkmals weiter eingetragen sind, sollen hier nicht aufgeführt werden. Aktennummern in diesem Abschnitt sind ehemalige, jetzt nicht mehr gültige Aktennummern.

| Lage                                   | Objekt        | Beschreibung | Akten-Nr.             | Bild           |
| -------------------------------------- | ------------- | --- | --------------------- | -------------- |
| Hagenbüchach Hauptstraße 16 (Standort) | Wohnhaus      | Zweigeschossiger Walmdachbau mit verputztem Fachwerkobergeschoss, 18. Jahrhundert.                                                                                                   | D-5-75-129-6 Wikidata | weitere Bilder |
| Trübenbronn Trübenbronn 2 (Standort)   | Wohnstallhaus | zweigeschossig, modern umgebaut und aufgestockt; Ecklisenen und Gurtband; im Keilstein der Haustür „ICP / 1637“, dazwischen gekreuzte Beile; modern, eventuell nach älterem Vorbild. |                       | BW             |

## Abgegangene Baudenkmäler
In diesem Abschnitt sind Objekte aufgeführt, die früher einmal in der Denkmalliste eingetragen waren, jetzt aber nicht mehr existieren, z. B. weil sie abgebrochen wurden. Aktennummern in diesem Abschnitt sind ehemalige, jetzt nicht mehr gültige Aktennummern.

| Lage                 | Objekt         | Beschreibung                                   | Akten-Nr.             | Bild |
| -------------------- | -------------- | ---------------------------------------------- | --------------------- | ---- |
| Hagenbüchach Halbhof | Fachwerkstadel | mit Walmdach, 18. Jahrhundert. 2014 abgebrannt | D-5-75-129-3 Wikidata | BW   |